# Relations entre la Guinée et le Rwanda
Les relations entre la Guinée et le Rwanda sont des relations internationales s'exerçant entre la République de Guinée et la République rwandaise.
Le Rwanda est un pays d'Afrique de l'Est et la Guinée est un pays d'Afrique de l'Ouest.
Les deux pays entretiennent des relations diplomatiques.

## Historique
Les deux pays ont établi des relations diplomatiques le 28 juin 1967 lorsque l'ambassadeur de Guinée au Rwanda, Fily Cissoko, a présenté ses lettres de créance au président Grégoire Kayibanda.
En mars 2016, le président rwandais Paul Kagamé effectue sa première visite en Guinée.  En juillet 2023, le président de transition de la Guinée, le colonel Mamadi Doumbouya nomme Souleymane Savané, premier ambassadeur de la Guinée avec pour siège à Kigali au Rwanda.
Le 15 octobre 2023, l'ambassade ouvre officiellement ses portes en hissant le drapeau guinéen, ceci fait suite à la visite du président Paul Kagame à Conakry les 17 et 18 avril 2023, où différents accords ont été signés pour promouvoir la coopération entre les deux pays,.
Du 25 au 27 janvier 2024, Le président Mamadi Doumbouya fait une visite de travail à Kigali au Rwanda et effectue l'inauguration officiel de l'ambassade de Guinée au Rwanda, en compagnie du président rwandais Paul Kagame,.
Le président rwandais, revient en Guinée le 13 mai 2024 pour discuter des relations sud sud entre les deux pays.
Le 11 aout 2024, le président guinéen participe à l'investiture du président Paul Kagbame pour son 4e mandat, il sera reçu le lendemain au Urugwiro Village pour discuter des relations bilatérales entre les deux pays avant de retourner en Guinée.